# واشینگتن (میسیسیپی)
واشینگتن (به انگلیسی: Washington) یک منطقهٔ مسکونی در ایالات متحده آمریکا است که در شهرستان آدامز، میسیسیپی واقع شده‌است. واشینگتن ۸۵٫۰۴ متر بالاتر از سطح دریا واقع شده‌است.